# Маркиза фон О
Маркиза О (нем. Die Marquise von O...) — осуществлённая Эриком Ромером в 1976 году экранизация одноимённой новеллы Генриха фон Клейста. В главных ролях заняты выдающиеся немецкие актёры Эдит Клевер и Бруно Ганц. На Каннском фестивале 1976 года фильм разделил гран-при с испанской лентой «Выкорми ворона».

## Сюжет
Действие происходит на заре наполеоновских войн. В тихий итальянский городок врываются русские солдаты, которые пытаются изнасиловать дочь местного коменданта. От бесчестья маркизу О спасает внезапное появление русского подполковника. Вскоре после этого случая маркиза понимает, что беременна. Она настаивает на том, что не была с мужчиной со времени смерти мужа три года назад, однако даже собственная семья отказывается ей верить.

## Значение
Фильм выделяется образцовой операторской работой Нестора Альмендроса, словно бы перенёсшего на экран живописные образы кисти художников наполеоновской эпохи, не впадая при этом в картинную статуарность. По мнению кинообозревателя The New York Times, при создании образного ряда картины Альмендрос вдохновлялся давидовским «Портретом мадам Рекамье» (1800). Подобные изобразительные решения одновременно с Альмендросом использовал Кубрик при съёмках «Барри Линдона».
Влияние альмендросовского подхода на собственное творчество признаёт Питер Гринуэй,  который выдержал визуальный ряд своего фильма о Рембрандте (2007) в стилистике полотен этого художника.